# Paracarus pristinus
Paracarus pristinus är en spindeldjursart som beskrevs av Dunlop, Wunderlich och Poinar 2004. Paracarus pristinus ingår i släktet Paracarus och familjen Opilioacaridae. Inga underarter finns listade i Catalogue of Life.